# Liga de Lucha para la Emancipación de la Clase Obrera

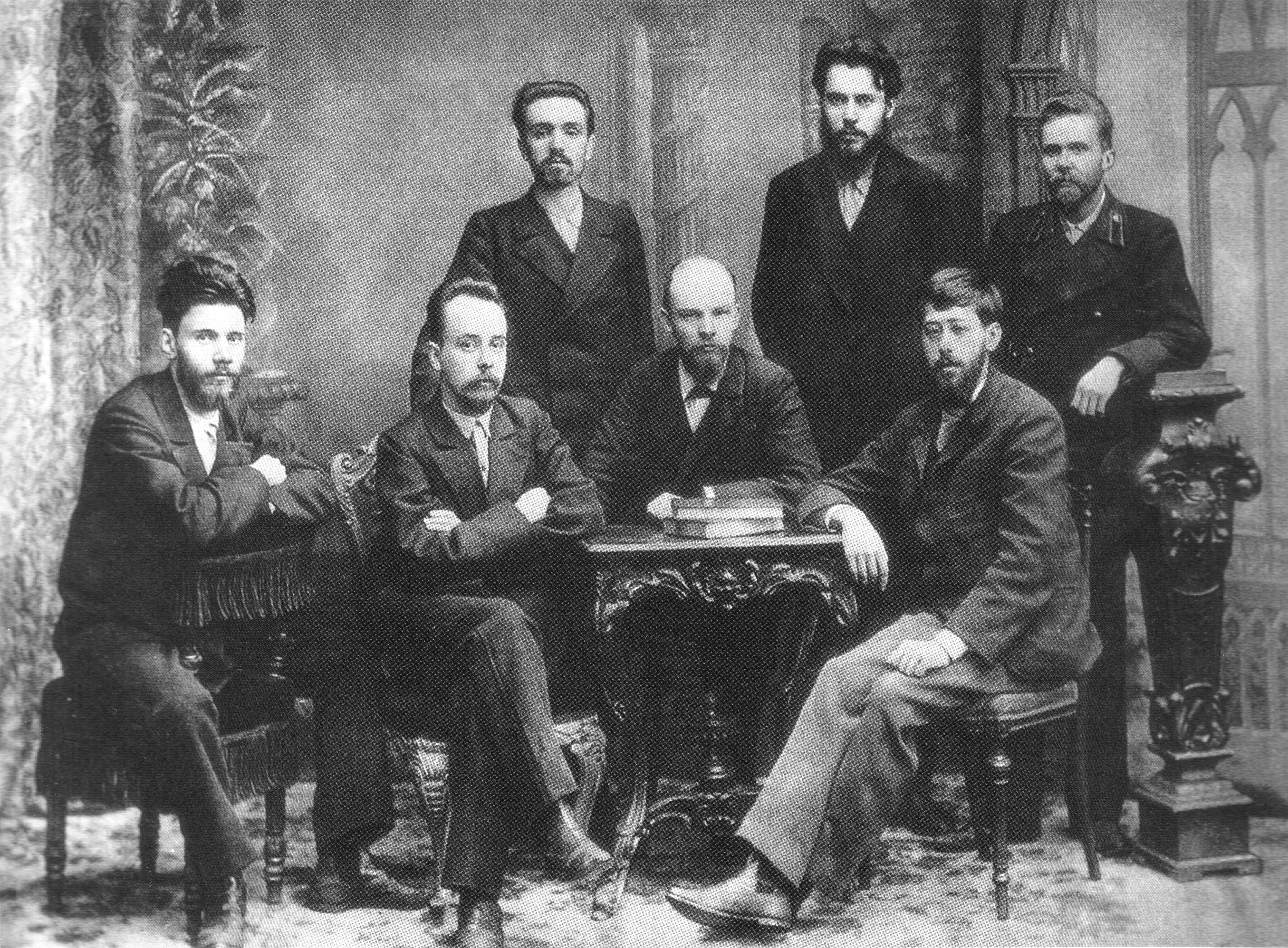
Miembros de la Liga, en 1897. De pie (de izquierda a derecha): Aleksandr Málchenko, Piotr Zaporozhets, Anatoli Vanéyev. Sentados (de izquierda a derecha): Vasili Starkov, Gleb Krzhizhanovski, Vladímir Lenin, Julius Mártov.

La Liga de Lucha para la Emancipación de la Clase Obrera fue un grupo marxista fundado en San Petersburgo (Imperio ruso) por Vladímir Lenin, Yuli Mártov, Gleb Krzhizhanovski, Aleksandr Málchenko, Piotr Zaporozhets, Anatoli Vanéyev, Vasili Starkov y otros en otoño de 1895. Unió veinte círculos de estudios marxistas diferentes, aunque Lenin dominó la liga a través del «grupo central». Su actividad principal consistió en agitar a los trabajadores de San Petersburgo y distribuir folletos de ideología socialista entre las fábricas.
En diciembre de 1895, seis miembros de la Liga fueron detenidos, entre ellos el propio Lenin. Durante su estancia en prisión, Lenin siguió dirigiendo el trabajo de la Liga. En 1896, varios miembros más fueron detenidos, entre ellos Mártov. El grupo, sin embargo, obtuvo un gran éxito al organizar una huelga de los trabajadores textiles de San Petersburgo en mayo de 1896. Esta acción sindical duró tres semanas y se extendió a otras veinte fábricas en lo que pasó a ser la mayor huelga de la historia de Rusia hasta entonces.
Para finales de los años 1890, la Liga distribuía su literatura ilegal por Finlandia y Estocolmo. La organización del transporte fue obra de Hjalmar Branting, un socialdemócrata sueco; Carder [o Garder], un socialdemócrata noruego; y A. Weidel, un trabajador sueco que se estableció en Finlandia con ese propósito. Sin embargo, el arresto de Carder en 1900 desvertebró la distribución a través de Finlandia. En 1901, se estableció una nueva ruta desde Estocolmo hasta Åbo y a través de la frontera rusa. La organización del grupo contribuyó a la fundación del Partido Obrero Socialdemócrata de Rusia (POSDR) en 1898. Lenin pasaría a liderar la facción bolchevique, mientras que Mártov haría lo propio con la facción menchevique tras el II Congreso del POSDR en 1903.
Málchenko abandonó la política revolucionaria tras volver del exilio en 1900. Fue arrestado en 1929 por contrarrevolucionario y fusilado en 1930. Posteriormente, su imagen fue borrada de una fotografía de 1897 de los siete líderes de la Liga hasta que fue rehabilitado en 1958.
Con Lenin en prisión, la Liga cayó bajo el control de los economistas (marxistas que querían que las demandas de los trabajadores fueran únicamente económicas, y no políticas) a través de su publicación Rabóchaya Mysl («Pensamiento Obrero», 1897-1902). En otoño de 1900, la Liga se unió con la Organización de Obreros de San Petersburgo.